# Púshkina
Pushkina (del ruso: Пушкина) es un jútor del raión de Pávlovskaya del krai de Krasnodar, en Rusia. Está situado a orillas de un pequeño afluente por la derecha del río Tijonkaya, afluente del río Chelbas, 10 km al sur de Pávlovskaya y 128 km al nordeste de Krasnodar, la capital del krai. Tenía 252 habitantes en 2010.
Pertenece al municipio Pávlovskoye.

## Transporte
Al este de la localidad pasa la carretera federal M4 Don.